# 애덤 맥뮬런
애덤 맥뮬런(Adam McMullen, 1872년 6월 12일 ~ 1959년 3월 2일)은 미국의 공화당 정치인으로 제21대 네브래스카주지사(1925년-1929년)를 역임하였다.

## 어린 시절
맥뮬런은 뉴욕주 웰스빌에서 태어났다. 맥뮬런은 어린 시절 가족과 함께 네브래스카주 와이모어로 이주하였다. 그는 1894년 네브래스카 대학교 링컨의 델타 타우 델타(ΔΤΔ) 동호회에서 베타 타우(Beta Tau) 지부의 창립 회원을 맡았다. 1896년 졸업 후 조지 워싱턴 대학교에 입학하였고, 이후 1899년에는 법학 학위를 받았다. 맥뮬런은 코라 그린우드(Cora Greenwood)와 결혼하였다.

## 경력
1899년 졸업 후 워싱턴 D. C.에 계속 머무르던 맥뮬런은 네브래스카주 의원 제시 스트로드과 찰스 헨리 디트리히 상원의 비서로 차례로 일하였다. 와이모어로 돌아온 그는 사법 시험을 통과하여 개인 변호사 업무를 시작하였다.
1904년 맥뮬런은 네브래스카주 연방 하원으로 선출되었다. 1906년 재선에 성공하여 두 번째 임기를 보냈다. 이후에는 와이모어의 시장을 지냈다.
1916년 맥뮬런은 네브래스카주 연방 상원으로 선출되어 1917년부터 1919년까지 임기를 역임하였다. 1916년부터 1920년까지 그는 와이모어 학교 위원회(Wymore School Board)의 회원이기도 했으며, 마지막 2년 동안은 회장을 맡았다. 그는 1924년과 1926년에 네브래스카주지사로 선출되었다. 그는 재직 동안 특별세를 부과하면서 주의 적자를 많이 줄이는데 성공하였으며, 주 고속도로 프로그램을 개선하기도 하였다.
주지사직으로부터 물러난 후 비어트리스에 정착하며, 개인 사업을 진행함과 동시에 꾸준히 정치적인 영향력도 행사하였다. 1932년 비어트리스 우체국장, 1944년 공화당 전당 대회의 사절단을 맡았으며, 1927년부터 1928년까지는 전미주지사협회의 의장이었다.

## 사망
1959년 3월 2일 86세의 나이로 사망하여 와이모어 묘지에 안치되었다.

## 역대 선거 결과
| 선거명      | 직책명            | 대수 | 정당   | 득표율 | 득표수    | 결과 | 당락                   |
| ----------- | ----------------- | ---- | ------ | ------ | --------- | ---- | ---------------------- |
| 1924년 선거 | 네브래스카 주지사 | 21대 | 공화당 | 51.09% | 229,067표 | 1위  | 네브래스카 주지사 당선 |
| 1926년 선거 | 네브래스카 주지사 | 21대 | 공화당 | 49.82% | 206,120표 | 1위  | 네브래스카 주지사 당선 |